# Alan Mannus
Alan Mannus (* 19. května 1982, Toronto, Kanada) je severoirský fotbalový brankář a reprezentant, v současnosti hráč klubu St. Johnstone FC.

## Klubová kariéra
Mannus působil ve své seniorské fotbalové kariéře v klubech Linfield FC, Larne FC, Carrick Rangers FC (všechny Severní Irsko), Shamrock Rovers FC (Irsko), St. Johnstone FC (Skotsko).

## Reprezentační kariéra
Alan Mannus absolvoval svůj debut za severoirský národní A-tým 6. 6. 2004 v přátelském utkání v Bacoletu proti týmu Trinidadu a Tobaga (výhra 3:0). K dalšímu zápasu v dresu severoirské reprezentace nastoupil až v únoru 2008.
Zúčastnil se EURA 2016 ve Francii, kam jej nominoval trenér Michael O'Neill. Severní Irsko se na evropský šampionát probojovalo poprvé v historii.